# Poison Kiss
Poison Kiss è l'album di debutto della band statunitense The Last Goodnight, conosciuta precedentemente sotto il nome di Renata, pubblicato nel mese di agosto del 2007 dalla Virgin.

## Tracce
1. Poison Kiss – 3:47
2. Back Where We Belong – 3:50
3. Pictures of You – 3:09
4. Stay Beautiful – 3:14
5. This Is The Sound – 3:18
6. One Trust – 3:55
7. Return To Me – 3:10
8. Good Love – 3:40
9. If I Talk To God – 3:36
10. Push Me Away – 3:00
11. In Your Arms – 3:31
12. Incomplete – 3:41

## Singoli
- Pictures of You (2007)
- Stay Beautiful (2008)

## Classifiche
| Paese       | Classifica                           | Posizione |
| ----------- | ------------------------------------ | --------- |
| Italia      | Album Chart                          | 75        |
| Stati Uniti | Top Heatseekers                      | 5         |
| Stati Uniti | Top Heatseekers (East North Central) | 7         |
| Stati Uniti | Top Heatseekers (West North Central) | 4         |
| Stati Uniti | Top Heatseekers (Northeast)          | 1         |
| Stati Uniti | Top Heatseekers (Mountain)           | 8         |

## Formazione
- Kurtis John - voce principale, pianoforte e chitarra
- Michael Nadeau - chitarra
- Anton Yurack - chitarra, voce
- Ely Rise - piano, tastiere, sintetizzatore, organo, Fender Rhodes  e voce
- Leif Christensen - basso